# Atrococcus cracens
Atrococcus cracens är en insektsart som beskrevs av Williams 1962. Atrococcus cracens ingår i släktet Atrococcus och familjen ullsköldlöss. Arten är reproducerande i Sverige. Inga underarter finns listade i Catalogue of Life.